# Västra Karaby
För andra betydelser, se Karaby.
Västra Karaby är en tätort i Kävlinge kommun och kyrkby i Västra Karaby socken i Skåne. Orten ligger cirka 5 kilometer väster om Kävlinge längs länsväg 104. Ett område som vetter mot Karaby Backar har fått en hel del nybyggnation av enbostadshus mellan 2010 och 2020. 
Här ligger Västra Karaby kyrka.

## Befolkningsutveckling
| Befolkningsutvecklingen i Västra Karaby 1960–2020       | Befolkningsutvecklingen i Västra Karaby 1960–2020 | Befolkningsutvecklingen i Västra Karaby 1960–2020 | Befolkningsutvecklingen i Västra Karaby 1960–2020 | Befolkningsutvecklingen i Västra Karaby 1960–2020 |
| ------------------------------------------------------- | ------------------------------------------------- | ------------------------------------------------- | ------------------------------------------------- | ------------------------------------------------- |
|                                                         |                                                   |                                                   |                                                   |                                                   |
| År                                                      |                                                   |                                                   | Folkmängd                                         | Areal (ha)                                        |
| 1960                                                    | 1960                                              |                                                   | 224                                               |                                                   |
| 1965                                                    | 1965                                              |                                                   | 208                                               |                                                   |
| 1990                                                    | 1990                                              |                                                   | 200                                               | 42                                                |
| 1995                                                    | 1995                                              |                                                   | 219                                               | 43                                                |
| 2000                                                    | 2000                                              |                                                   | 193                                               | 44#                                               |
| 2005                                                    | 2005                                              |                                                   | 195                                               | 44#                                               |
| 2010                                                    | 2010                                              |                                                   | 229                                               | 49                                                |
| 2015                                                    | 2015                                              |                                                   | 244                                               | 62                                                |
| 2020                                                    | 2020                                              |                                                   | 273                                               | 62                                                |
| Anm.: Ej tätort 1970-1990 samt 2000-2010. # Som småort. |                                                   |                                                   |                                                   |                                                   |